# Веселин Маслеша
Веселин Весо Маслеша (Бања Лука , 20. април 1906 — Тјентиште, код Фоче, 14. јун 1943) био је књижевник, новинар, комунистички револуционар, учесник Народноослободилачке борбе и народни херој Југославије.

## Биографија
Детињство и своју рану младост провео је у Бањалуци где је завршио и гимназију.
Још у шестом разреду гимназије, ступио је у револуционарни омладински покрет, а истовремено се укључио и у акције радничког покрета Бањалуке. Прве основе марксистичког образовања стекао је у ђачко-литерарном друштву „Младост“.
Године 1925. године, Маслеша одлази на студије — најпре у Загреб, где је уписао Правни факултет, да би убрзо прешао у Франкфуркт, где је студирао економију, а потом у Париз, где је студирао политичку економију и социологију.
Због револуционарног рада међу југословенским студентима и радницима — исељеницима у Француској, био је изложен прогонима, и онемогућено му је даље настављање студија. Француске власти су га протерале у Југославију, а југословенске из Београда у Бањалуку.
У Бањалуци је наставио активност у радничком покрету. Потом одлази у Осијек, где се запошљава као уредник и коректор, у редакцији „Хрватски лист“. Али је убрзо ухапшен и поново протеран у Бањалуку. Године 1938. запошљава се у Београду, као скупштински новинарски репортер и коментатор у „Београдским новостима“. Исте године примљен је у чланство Комунистичке партије Југославије.
Маслеша се брзо укључује у друштвени и политички живот Београда, учествујући, поред илегалног партијског рада, и у легалним манифестацијама тадашње напредне интелигенције.
Иступао је с натписима у многим листовима и часописима. У децембру 1928. године заједно с Отокаром Кершованијем покреће часопис „Нова литература“. Али после проглашења шестојануарске диктатуре, 1929. године, ухапшен је и после седам месеци проведених у затвору, протеран у Бањалуку.
У Бањалуци, у којој је остао нешто дуже од годину дана, имао је врло разноврсну политичку делатност: држао је илегалне партијске курсеве, семинаре и предавања; писао је, али без потписа, у бањалучком листу „Нова Штампа“; бавио се преводилачким радом и наставио ванредне студије права у Загребу.
Године 1931. враћа се у Београд и запошљава се као публицист у Редакцији часописа „Народно благостање“. Посебно је био ангажован у остваривању политике Народног фронта и стварању легалне јединствене радничке партије, односно Странке радног народа, као секретар њеног Иницијативног одбора.
Поред партијско-политичке активности, Маслеша се интензивно бавио научно-истраживачким, публицистичким и преводилачким радом. Бавећи се темама из домена економских, политичких и књижевних збивања у земљи и иностранству, Веселин Маслеша је, као публициста, објављивао неколико студија, а најпознатије су „Млада Босна“ и „Светозар Марковић“.
Од 1927. до 1940. године Маслеша је десет пута хапшен, проводећи, за то време, у затворима укупно више од две и по године. После бомбардовања Београда, априла 1941. године, прешао је у Црну Гору и тамо учествовао у припремама устанка. Организовао је пропагандни рад Покрајинског комитета КПЈ за Црну Гору и Главног штаба за Црну Гору и Боку. Покренуо је и уређивао листове „Слобода“ и „Народна борба“.
У време похода пролетерских бригада у Босанску крајину, јуна и августа 1942. године, био је члан Политодела Четврте пролетерске црногорске бригаде. У другој половини 1942. године, у селу Дринићу, заједно с Мошом Пијаде и другим сарадницима, обнавља лист „Борба“, орган КПЈ, у којој објављује многе текстове, сарађује и у другим листовима: „Пролетеру“, „Војно-политичком прегледу“, „Народном ослобођењу“ и др.
На Првом заседању АВНОЈ-а у Бихаћу, новембра 1942. године, Маслеша је одржао главни реферат — Народноослободилачка борба и стварање Антифашистичког вијећа, у којем је изнео историјат антифашистичке борбе у свим крајевима Југославије од 1936. до 1942. године. Тада је изабран у Извршни одбор АВНОЈ-а.
Током четврте и пете непријатељске офанзиве био је с групом дивизија НОВЈ које су водиле борбе на Неретви и Сутјесци. Погинуо је (утопио се) 14. јуна 1943. године када су ноћу прелазили Сутјеску да би се пробили из немачког обруча.
Указом Председништва АВНОЈ-а постхумно је 6. јула 1945. одликован Орденом заслуга за народ првог реда, а шест година касније Указом Президијума Народне скупштине ФНР Југославије 20. децембра 1951. проглашен је за народног хероја.
Дио главне пјешачке зоне у центру Бање Луке носи име Улица Веселина Маслеше, која је познатија као Господска улица.

## Галерија
- Сава Ковачевић и Веселин Маслеша, 1943.
- Маслеша у разговору са Владимиром Назором и Милованом Ђиласом, 1943.
- Спомен-плоча у Бањој Луци
- Спомен-биста у Бањој Луци
- Спомен-биста у Сарајеву
- Орден народног хероја
- Музеј Републике Српске